# Melpignano
Melpignano is een gemeente in de Italiaanse provincie Lecce (regio Apulië) en telt 2224 inwoners (31-12-2004). De oppervlakte bedraagt 10,9 km², de bevolkingsdichtheid is 204 inwoners per km².

## Demografie
Melpignano telt ongeveer 822 huishoudens. Het aantal inwoners steeg in de periode 1991-2001 met 2,5% volgens cijfers uit de tienjaarlijkse volkstellingen van ISTAT.
| Jaar | Inwoneraantal |
| ---- | ------------- |
| 1991 | 2156          |
| 2001 | 2209          |

## Geografie
De gemeente ligt op ongeveer 89 m boven zeeniveau.
Melpignano grenst aan de volgende gemeenten: Castrignano de' Greci, Corigliano d'Otranto, Cursi, Cutrofiano, Maglie.